# Amber van der Hulst
Amber van der Hulst (Leiderdorp, 21 september 1999) is een Nederlands weg- en baanwielrenster. Van der Hulst behaalde samen met Kirsten Wild een tweede plaats op de koppelkoers tijdens de Europese Spelen in 2019. In 2020 en 2021 kwam ze uit voor Parkhotel Valkenburg en sinds 2025 rijdt ze voor Liv AlUla Jayco.
Van der Hulst is de kleindochter van veldrijder Cock van der Hulst.

## Palmares

### Baanwielrennen
| Jaar        | NK                                                                        | EK                                               | WK          | Overige                                                |
| Als belofte | Als belofte                                                               | Als belofte                                      | Als belofte | Als belofte                                            |
| ----------- | ------------------------------------------------------------------------- | ------------------------------------------------ | ----------- | ------------------------------------------------------ |
| 2019        |                                                                           | 4e ploegenachtervolging 6e omnium 7e koppelkoers |             |                                                        |
| 2020        |                                                                           |                                                  |             |                                                        |
| 2021        | ploegenachtervolging                                                      |                                                  |             |                                                        |
| Als elite   |                                                                           |                                                  |             |                                                        |
| 2015        | 5e koppelkoers 5e scratch 10e puntenkoers                                 |                                                  |             |                                                        |
| 2016        | ploegenachtervolging · koppelkoers                                        |                                                  |             |                                                        |
| 2017        |                                                                           |                                                  |             |                                                        |
| 2018        | ploegenachtervolging · omnium · puntenkoers · 4e koppelkoers · 4e scratch |                                                  |             |                                                        |
| 2019        | ploegenachtervolging · koppelkoers · 5e scratch · 7e ploegenachtervolging |                                                  |             | Europese Spelen: · koppelkoers                         |
| 2020        |                                                                           |                                                  |             |                                                        |
| 2021        | scratch · koppelkoers · afvalkoers                                        |                                                  |             |                                                        |
| 2022        |                                                                           | 5e ploegenachtervolging                          |             | Genève: · scratch · koppelkoers · omnium · puntenkoers |

### Veldrijden
Resultatentabel nieuwelingen (U17)
| Seizoen   |      | NK |        | Podia | Podia | Podia | Aantal crossen |
| Seizoen   | Goud | NK | Zilver | Brons |       |       | Aantal crossen |
| --------- | ---- | -- | ------ | ----- | ----- | ----- | -------------- |
| 2013-2014 |      | 5e |        | –     | –     | –     | 1              |
| 2014-2015 | 9e   | –  | –      | –     | 1     |       |                |
| Totaal    |      | –  |        | –     | –     | –     | 2              |

### Wegwielrennen
2016
1e etappe Energiewacht Tour (TTT), junioren
2017
2e etappe EPZ Omloop van Borsele, junioren
Eindklassement EPZ Omloop van Borsele, junioren

#### Resultaten in voornaamste wedstrijden
|      | \| Jaar \| Gent-Wevelgem \| Parijs-Roubaix \| \| ---- \| ------------- \| -------------- \| \| 2021 \| opgave \| 35e \| \| 2022 \| opgave \| 38e \| \| 2023 \| \| \| \| 2024 \| \| \| \| 2025 \| \| buit.tijd \| |                |
| Jaar | Gent-Wevelgem | Parijs-Roubaix |
| 2021 | opgave | 35e            |
| 2022 | opgave | 38e            |
| 2023 | |                |
| 2024 | |                |
| 2025 | | buit.tijd      |

## Ploegen
- 2020 -  Parkhotel Valkenburg
- 2021 -  Parkhotel Valkenburg
- 2022 -  Liv Racing Xstra
- 2023 -  Liv Racing TeqFind
- 2024 -  Liv AlUla Jayco Women's Continental Team
- 2025 -  Liv AlUla Jayco

De Boer · Van der Burg · Buysman · Duyck · De Gast · Van der Hulst · Kasper · Koster · Markus · Nagengast · Nilsson · Raaijmakers · K. Swinkels · S. Swinkels · Van Veen · Vollering · Wiebes
Van Bokhoven · Bos · Bredewold · Buysman · De Gast · Gerritse · Van Haaften · Van der Hulst · Limpens · Markus · Neylan · Nooijen · Raaijmakers · Van Rooijen · Swinkels
Barbieri · Buurman · de Jong(vanaf 1/6) · Demey · van der Hulst · Jackson · Jaskulska · Korevaar · McGowan · Neumanová · Ragusa · Smulders · Stultiens · Ton
Andersson · Barbieri · Buurman · Demey · García · van der Hulst · Jaskulska · de Jong · Korevaar · McGowan · Neumanová · Ragusa · Smulders · Stultiens · Ton
Andersson · Baker · García · van der Hulst · Korevaar · Pate · Paternoster · Roseman-Gannon · Smulders · Talbot · Ton · Trevisi · Trinca Colonel · Wyllie